# Siegmund Andraschek
Siegmund Andraschek (* 9. April 1975 in Wien) ist ein österreichischer Posaunist, Blasmusik-Komponist und -Arrangeur.

## Leben
Siegmund Andraschek ist Sohn des Posaunisten und Dirigenten Siegfried Andraschek. Nach der Schulausbildung studierte er an der Universität für Musik und darstellende Kunst Wien sowie der Universität für Musik und darstellende Kunst Graz Posaune in den Hauptfächern Konzertfach und Instrumental-Gesangspädagogik.
Er spielte (teilweise als Substitut) unter anderem im Bühnenorchester der Wiener Staatsoper, dem Wiener Volksopernorchester, dem Radio-Symphonieorchester Wien, dem Wiener Opernballorchester und dem Wiener Operettenorchester. Von 2004 bis 2008 war er festes Mitglied des Orchesters „recreation“ – Großes Orchester Graz. Er besuchte neben anderen Meisterkursen auch den bei Christian Lindberg.
Von 2000 bis 2016 war Andraschek an der steirischen Musikschule Sankt Stefan im Rosental als Lehrer für tiefes Blech, Blasorchester und Blasorchesterleitung angestellt, von 2008 bis 2010 lehrte er zudem am Stiftsgymnasium Admont.
Andraschek gründete 2011 den pettermusic Musikverlag. Seit 2014 arbeitete er als Arrangeur beim Musikfestival Steyr, dessen musikalische Leitung er 2017 erstmals bei der Aufführung von „West Side Story“ übernahm. 2016 gründete er das Cross Over Orchestra Vienna (COOV), mit dem er hauptsächlich eigene Kompositionen und Arrangements aufnimmt. 
Ein weiterer Schwerpunkt der Arbeit Andrascheks liegt in der Erstellung von Unterrichtsmaterialien und der Komposition von Musikstücken mit pädagogischem Inhalt. Des Weiteren beschäftigt er sich mit der Neuinstrumentierung „Wiener Musik“ für symphonisches Blasorchester.

## Werke (Auswahl)
Für Blasorchester:
- Arthur’s Farewell (HeBu Musikverlag)
- Camelot (HeBu Musikverlag)
- Celebration (Orchestral Art Musikverlag)
- Der Junior (Solo für Posaune/Bariton/Tenorhorn und Jugendorchester; HeBu Musikverlag)
- Erzberg-Fanfare (HeBu Musikverlag)
- Fanfare Jubiloso (HeBu Musikverlag)
- Fanfare of the Universe (HeBu Musikverlag)
- Festlicher Einzug (HeBu Musikverlag)
- Finlandia-Polka (HeBu Musikverlag)
- Japan-Polka (HeBu Musikverlag)
- Prof. Dr. Gugelhupf und die Drohnenamazonen (Musicalset; pettermusic)
- Promise of Peace (Marsch und Hymne; pettermusic)
- Steiermark Suite in drei Sätzen (Kliment Musikverlag)
- THOR (Konzert für Bassposaune und sinfonisches Blasorchester; pettermusic)

Für Posaune und Klavier:
- Una piccola canzone barocca (pettermusic)